# Talorchestia antennulata
Talorchestia antennulata is een vlokreeftensoort uit de familie van de Talitridae. De wetenschappelijke naam van de soort is voor het eerst geldig gepubliceerd in 1915 door Chevreux.